# 牛排 (電影)
《牛排》（法語：Steak）是一部2007年法國和加拿大合拍的科幻喜劇片，由昆汀·杜皮爾自編自導，艾瑞克·裘德、朗茲·貝迪亞和喬納森·蘭伯特主演；該片也是杜皮爾執導的第二部長片作品。其劇情描述布萊斯（Blaise）為朋友喬治（Georges）頂罪而在精神病院關了七年，放出來後卻發現喬治為了加入一個無賴組織而冷落自己；布萊斯為此進行整容來加入組織，以引起喬治的注意。
《牛排》2007年6月20日在法國上映，獲得了兩極的口碑和失敗的票房；儘管如此，該片受到了部份海外粉絲的歡迎。《牛排》的失敗經驗日後成為了杜皮爾創作《超能輪胎殺人事件》（2010年）的一部份。

## 劇情
在加拿大魁北克市的郊區，一名駕駛因假髮在汽車行駛的過程中被吹走時而分心，為此出了車禍。喬治在上學途中發現了被壓在車底的他，並拿走了對方車上的一把機槍。喬治在放學時用那把槍殺死了三名欺負自己的惡霸。事成之後，喬治不發一語地走在路上，直到他最好也是唯一的朋友布萊斯在途中遇見了他並拿了槍，這使隨之到來的警察逮捕了布萊斯。
幫朋友頂罪的布萊斯在精神病院關了七年，在被釋放的那天，喬治接他回到布萊斯的家，布萊斯因自己與外界隔絕而變得不安。布萊斯也得知自己的母親及其他家人因「布萊斯殺人」一事而牽連，最終選擇離開此處。布萊斯意識到自己唯一的家人就是喬治，但由於喬治想加入「奇弗斯幫」（Chivers）而避與他見面。奇弗斯幫的成員皆穿著靴子及紅色的夾克，他們喝牛奶、駕駛皮卡，並玩著板球結合心算的暴力遊戲；他們不吸菸，且要求「內外完美」，因此都會以整容的方式完美自己的臉（城鎮上也有許多居民整容）。喬治最終透過整容而成功加入了該團隊；布萊斯則透過用釘書機「修飾」自己的臉孔並在之後救了奇弗斯幫領導人丹一命，此舉獲得了丹的賞識並為他取了外號「查克」。但不久後，奇弗斯幫發現喬治偷偷地抽菸，而將他教訓了一頓並趕出團隊。
布萊斯在一身障人士的幫助下偷了一輛車且綁架了一名小女孩，以向對方的母親要求贖金。獲得足夠錢買皮卡和整容的布萊斯成功加入了奇弗斯幫，並用喬治教自己的「新幽默」逗得丹等人哈哈大笑。與此同時，落魄不堪的喬治帶著一把電鋸想向該團隊報復，但他卻沒法將電鋸發動。布萊斯原本想用獵槍趕走喬治，但卻不小心開槍打死了丹，喬治和布萊斯急忙逃脫。兩人打算各自往不同的方向逃亡，但最終仍被警察逮捕。
在片尾，換成喬治進入精神病院接受治療，並與同院的病友打成一片。

## 演員
- 艾瑞克·裘德飾演布萊斯／查克（Blaise / Chuck）[3]
- 朗茲·貝迪亞飾演喬治（Georges）[3]
- 喬納森·蘭伯特（英语：Jonathan Lambert (actor)）飾演瑟奇（Serge）[3]
- 文森特·貝洛基（英语：Kavinsky）飾演丹（Dan）[3]
- 塞巴斯汀·阿克喬（英语：Sebastian (French musician)）飾演菲利克斯（Félix）[3]
- 塞巴斯汀·泰勒（英语：Sébastien Tellier）飾演帕斯米（Prisme）[3]
- 吉恩-法蘭西斯·包德魯（法语：Jean-François Boudreau）飾演牛奶遞送員[3]

## 製作
《牛排》為法國籍導演昆汀·杜皮爾執導的第二部長片作品。最初，演員艾瑞克·裘德和朗茲·貝迪亞聯繫了米歇·龔德里以合作拍片，但當對方要製作《王牌冤家》（2004年）後，兩人改找了知名的音樂家杜皮爾。該片的製作預算約500萬至600萬歐元，並花了三十五天快速拍攝完成。

## 發行及反響
《牛排》2007年6月20日在法國上映。雖然該片有著幾名法國知名的人氣演員，但僅在法國影院發行（杜皮爾唯一尚未在國際影院上發行的電影），放映影院達500間；該片在商業表現上最終獲得了失敗，且由於其古怪的喜劇風格、暴力及扭曲的橋段而在影評界評價兩極。《牛排》顯然未受到外界的歡迎，原本抱持賣座期望的杜皮爾對此表示沮喪，並透露他曾偷偷地溜進《牛排》的放映廳中，卻發現廳內空無一人，這讓他感到恐懼。但這份經驗日後成為了他構思《超能輪胎殺人事件》（2010年）劇本的一部份。
由於附有英語字幕的加拿大版DVD已絕版，有名粉絲為該片的盜版自製了英語字幕並放到了網上，這引起了杜皮爾的注意，使他得知了《牛排》也受到了部分海外觀眾的歡迎。

## 備註
1. ↑  昆汀·杜皮爾的音樂藝名。

## 外部連結
- 互联网电影数据库（IMDb）上《牛排》的资料（英文）
- Box Office Mojo上《牛排》的資料（英文）